# Zach Collins

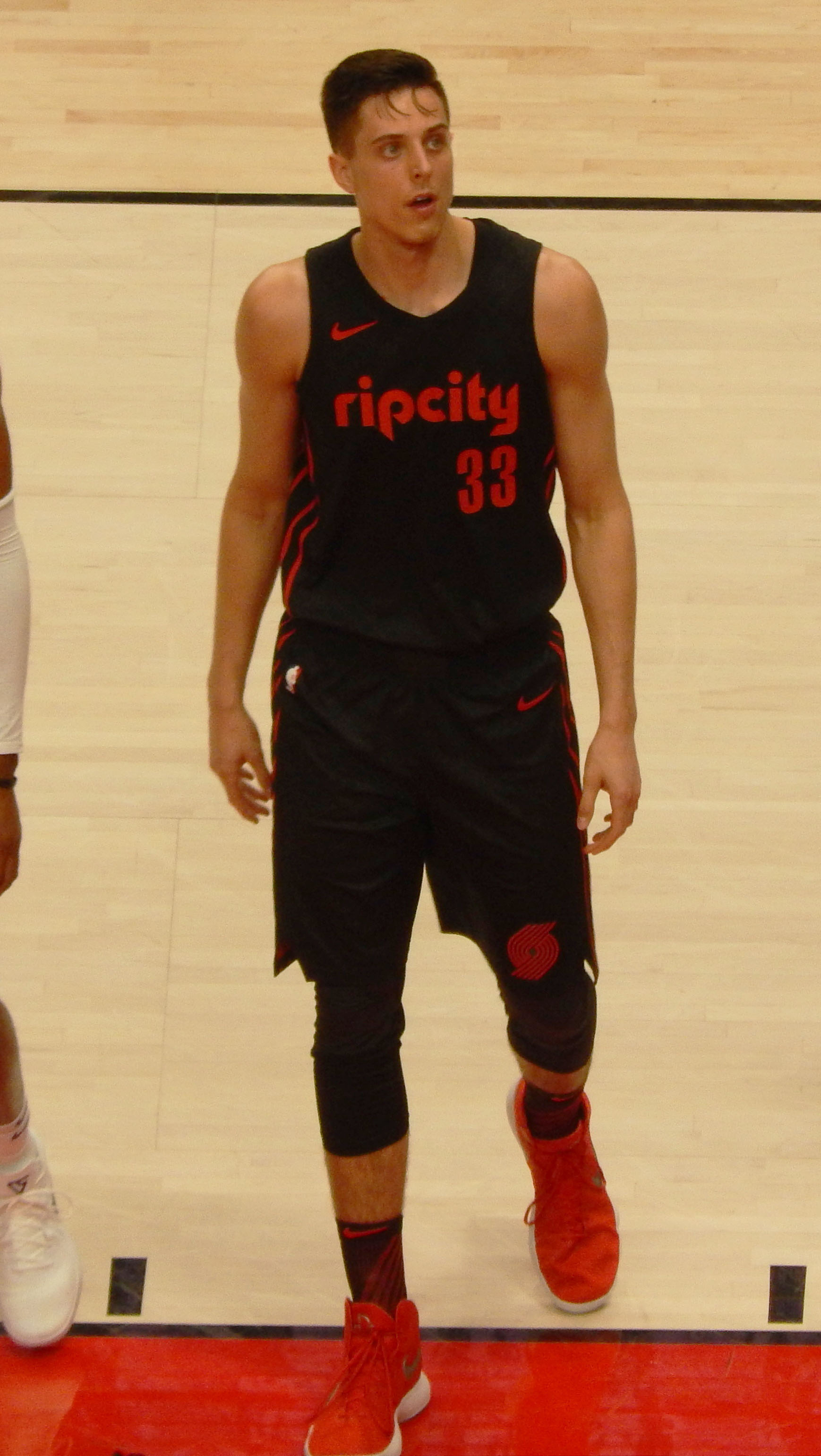
Zach Collins, 2018.

Zach Collins, född 19 november 1997 i Las Vegas i Nevada, är en amerikansk professionell basketspelare (C/PF) som spelar för Chicago Bulls i National Basketball Association (NBA). Han har tidigare spelat för Portland Trail Blazers och San Antonio Spurs.
Collins draftades av Sacramento Kings i första rundan i 2017 års draft som tionde spelare totalt.
Innan han blev proffs studerade Collins vid Gonzaga University och spelade för universitetets idrottsförening Gonzaga Bulldogs.